# Marjorie Jackson
Marjorie Jackson-Nelson, avstralska atletinja in političarka, * 13. september 1931, Coffs Harbour, Novi Južni Wales, Avstralija.
Marjorie Jackson je leta 1952 osvojila naslova olimpijske prvakinje v teku na 100 m in 200 m. Po dvakrat je postavila ali izenačila svetovni rekord v teku na 100 m in svetovni rekord v teku na 200 m. 16. novembra 2013 je bila sprejeta v Mednarodni atletski hram slavnih.
Med letoma 2001 in 2007 je bila guvernerka Južne Avstralije.